# موش‌های لانه‌چوبی
موش‌های لانه‌چوبی (نام علمی: Leporillus) نام یک سرده از زیرخانواده نیاموشان است.